# Ridvan Dibra
Ridvan Dibra (ur. 9 stycznia 1959 w Szkodrze) – albański prozaik, poeta i dziennikarz.

## Życiorys
Kształcił się w Szkodrze, gdzie ukończył szkołę średnią i studia z zakresu języka i literatury albańskiej na miejscowym uniwersytecie. W latach 1982–1987 uczył języka albańskiego w jednej ze szkół w Kukësie. W 1988 rozpoczął pracę dziennikarza w Szkodrze. Od 1994 roku jest wykładowcą języka albańskiego i literatury na uniwersytecie w Szkodrze.
Ridvan Dibra jest uważany za czołowego przedstawiciela współczesnej literatury albańskiej. Debiutował w roku 1989. Pisze powieści, opowiadania, dramaty, a także poezję. Jego utwory cechuje skłonność do eksperymentów formalnych. Dramat Dibry Lufta e Tretë Botërore (Trzecia Wojna Światowa) w 2013 zdobył główną nagrodę w organizowanym przez Ministerstwo Kultury Kosowa konkursie na oryginalny dramat albański. Za powieść Legjenda e vetmisë otrzymał nagrodę im. Rexhaia Surroiego.

## Poezja
- Thjesht (Po prostu), Tirana 1989
- Vëlla me centaurët (Brat centaurów), Prisztina 2002.
- Plagët e Moisiut : poemë, Szkodra 2010.

## Proza

### Powieści
- Nudo (Naga), Tirana 1995.
- Kurthet e dritës, (Pułapki światła), Elbasan 1997.
- Triumfi i Gjergj Elez Alisë (Zwycięstwo Gjergja Eleza Alii), Tirana 1999.
- Stina e ujkut (Czas wilka), Szkodra 2000.
- Të lirë dhe të burgosur (Wolni i uwięzieni), Prisztina 2001.
- Triumfi i dytë i Gjergj Elez Alisë (Drugi tryumf Gjergji Eleza Alii) 2003.
- E-mail, Tirana 2003.
- Kumte dashurie (Miłosna wiadomość) 2004.
- Sesilja ose sexonix 2005.
- Franc Kafka i shkruan të birit (Franz Kafka pisze do syna) 2006.
- Stina e maceve (Czas macew), 2007.
- Kanuni i Lekës së vogël, 2011
- Legjenda e vetmisë (Legenda samotności), 2012.
- Gjumi mbi borë (Śpiąc na śniegu), 2016.
- Treni i muzgut (Pociąg zmierzchu), 2017.
- Dashuritë e virgjëreshës Madalenë (Miłość dziewicy Magdaleny), 2018.
- Gruaja qe deshe (Kobieta, którą kochałeś), 2021

### Opowiadania
- Eklipsi i shpirtit (Eklipsa duszy), Szkodra 1994.
- Prostituta e virgjër (Dziewica prostytutką), Szkodra 1994.
- Vetmia e diellit (Samotność słońca), Tirana 1995.
- Mjerimi i gjysmës (Nieszczęście połowy), Tetovo 1996.
- Vëlla me centaurët, Tirana 2002
- Në kërkim të fëmijës së humbur, Tirana 2010

### Inne
- Thjesht, 1989 (poezja)
- Një lojë me emrin postmodernizëm, 2007 (studia)
- Plagët e Mojsiut, 2010 (poemat)